# Tągowie
Tągowie (kaszub. Tãgòmié) – wieś kaszubska w Polsce położona na Pojezierzu Bytowskim, w województwie pomorskim, w powiecie bytowskim, w gminie Tuchomie.
Wieś ta zbudowana jest na tzw. owalnicy. Miejscowość jest placówką Ochotniczej Straży Pożarnej. Na zachód od miejscowości znajduje się jezioro Chotkowskie, stanowi sołectwo gminy Tuchomie.
W latach 1975–1998 miejscowość administracyjnie należała do województwa słupskiego.

## Historia
Jest to wieś pochodzenia starosłowiańskiego, prawdopodobnie włościańska. Wokół wsi zachowały się ślady cmentarzysk ludności kultury pomorskiej. Pierwsze wzmianki o wsi pochodzą ze średniowiecza.